# Tromikosoma tenue
Tromikosoma tenue is een zee-egel uit de familie Echinothuriidae.
De wetenschappelijke naam van de soort werd in 1879 gepubliceerd door Alexander Agassiz.
1. ↑  Agassiz, A. (1879). Preliminary report on the Echini of the Exploring Expedition of H.M.S "Challenger". Proceedings of the American Academy of Arts and Sciences new series 6: 202